# コンスタンティノス・アレクシオス
コンスタンティノス・アレクシオス（Konstantinos Alexios, 1998年10月29日 - ）は、ギリシャの王子。パウロス元王太子とマリー・シャンタルの長男であり、コンスタンティノス2世元国王とアンナ＝マリア元王妃は祖父母にあたる。マリア＝オリンピア、アキレアス＝アンドレアス、オディッセアス＝キモン、アリステイデ・スタウロスは兄弟にあたる。
| 上位 - 本項人物が最上位 | 〈名目上〉ギリシャ王位継承権者 継承順位第1位          | 下位 アキレアス＝アンドレアス |
| 上位 パウロス           | イギリス王位継承順位 他の英連邦王国の王位継承権も同様 | 下位 アキレアス＝アンドレアス |

| スタブアイコン | サブスタブ | この項目は、まだ閲覧者の調べものの参照としては役立たない、人物に関連した書きかけの項目です。この項目を加筆・訂正などしてくださる協力者を求めています（P:人物伝/PJ:人物伝）。 |